# Речна тераса
Речна тераса (ијек. ријечна тераса) је зараван у виду степеница усечених на странама речне долине, којима је некада текла река. Она представља остатке некадашњих дна долина у којима се речно корито усекло. Остатак нивоа некадашњег речног тока данас у рељефу видимо као речну терасу.

## Постанак речних тераса
Речне терасе су настале усецањем речног тока у иницијалном рељефу. Велики падови реке у горњем делу њеног тока изложени су деловањем искључиво вертикалене ерозије. Временом слаби утицај вертикалне ерозије, поготову у доњем делу тока реке. Ту река формира речни ток малих падова. Управо на том делу тока деловање вертикалне ерозије се замењује бочном речном ерозијом, која долинско дно проширује у зараван. Затим, река меандрира по тој заравни и засеца подножје долинских страна. За време периода високих вода долази до повременог плављења алувијалне равни реке. Уколико након тога дође до поремећаја рељефа, изазваним тектонским покретима или климатским променама, речни ток ће се усецати у сопствено долинско дно. Управо то долинско дно заостало на већој висини у односу на ново, представља речну терасу. Наизменичним деловањем вертикалне и бочне ерозије изграђује се серија речних тераса.

## Подела речних тераса
Према начину постанка, речне терасе могу бити ерозивне и акумулативне. Ерозивне речне терасе су усечене бочном и вертикално ерозијом директно у стеновиту подлогу, док су акумулативне терасе усечене у речни нанос, односно настале су нагомилавањем речног материјала, који је засипао долинско дно.
Такође, постоје конформне и инверсне речне терасе. Конформне речне терасе су оне које су нагнуте низ речни ток и ка речном кориту, дакле прате општи нагиб рељефа од извора ка ушћу. Супротно њима јесу инверсне речне терасе. Оне представљају последицу млађих тектонских покрета издизања доњег дела долине и слива.